# Pokémon Omega Ruby och Alpha Sapphire
Pokémon Omega Ruby och Alpha Sapphire (ポケットモンスター オメガルビー&アルファサファイア Poketto Monsutā Omega Rubī & Arufa Safaia?) är två datorrollspel som utvecklades av Game Freak och släpptes av Nintendo till Nintendo 3DS den 21 november 2014 i Japan, Nordamerika och Australien och den 28 november 2014 i Europa. Spelen är remakes av de tidigare Pokémon-spelen Ruby och Sapphire.

## Utveckling
Det hade tidigare spekulerats att en remake av Ruby och Sapphire var planerad, särskilt efter en mängd referenser till dem i de föregående spelen Pokémon X och Y. Spelen tillkännagavs i en teaser den 7 maj 2014. Den enda informationen som släpptes var att spelen skulle "ta med spelaren på en dramatisk saga som utspelar sig i en ny spektakulär värld". Efter tillkännagivandet var det oklart om det rörde sig om remakes av Ruby och Sapphire eller helt nya spel. Satoru Iwata, Nintendos dåvarande president kunde bekräfta att spelen skulle vara remakes av föregångarna som släpptes 2002.
I en trailer från Nintendos Electronic Entertainment Expo 2014 den 10 juni 2014 visades nya filmklipp från spelet, som presenterade de nya spelbara karaktärerna samt de nya Mega Evolutions för Sceptile och Swampert, som inte fanns med i X och Y. Ett pressmeddelande från Nintendo gav en vink om att andra Mega Stones (items som används vid Mega Evolution) endast kunde hittas i Omega Ruby och Alpha Sapphires region Hoenn. Pressmeddelandet och spelens officiella hemsida visade också att de nya formerna av Groudon och Kyogre, som pryder spelfodralens omslag, var sk. Primal (ゲンシ Genshi) former. Dessa former kan frammanas genom en metod vid namn "Primal Reversion" (ゲンシカイキGenshi Kaiki), som i spelets story hör ihop med Mega Evolution.
Under utveckling funderade teamet över att skapa en Mega Evolution för Flygon, men Ken Sugimori menade att de "var oförmögna att genomföra en sådan design", så idén förkastades.